# Yarumá
Yarumá (Arumá, Iarumá, Jarumá), pleme američkih Indijanaca porodice Cariban u bazenu rijeke Xingú u brazilskoj državi Mato Grosso. Kao pleme su nestali a njihov jezik je izumro. Nešto preživjelih danas živi u blizini plemena Suyá istočno od rijeke Culuene, a služe se jednim dijalektom suya-jezika, članom porodice gé.